# Matthieu Chazarenc
Matthieu Chazarenc (* 1977 in Agen) ist ein französischer Jazzmusiker (Schlagzeug, Komposition).

## Leben und Wirken
Chazarenc erhielt mit sechs Jahren ersten Schlagzeugunterricht durch seinen Vater, einen Amateurschlagzeuger und Jazzliebhaber. Nach fünfjähriger Ausbildung am Konservatorium von Pau, wo er klassischen Schlagzeugunterricht bei Patrick Guise erhielt, folgte 1996 die weitere Schulung am Centre Musical et Créatif de Nancy bei Franck Aghulon und André Charlier. Zwischen 1997 und 2000 besuchte er das Nationalkonservatorium von Toulouse, das er mit dem ersten Preis abschloss. Dann studierte er bis 2003 am Conservatoire national supérieur de musique et de danse Paris bei Daniel Humair. Privat nahm er zudem Unterricht bei Jeff Ballard, Ari Hoenig, Kenny Washington und John Riley.
Chararenc gehörte langjährig zu den Trios von Benny Lackner und Frank Woeste, dem Denis Guivarch 4et, den Combos von Harmen Fraanje, Manuel Rocheman und Éric Séva sowie dem Julien Brunetaud Trio, mit denen er auch aufnahm. Er war weiterhin mit Olivia Ruiz und Charles Aznavour auf Tournee.
2018 veröffentlichte Chararenc sein Debütalbum unter eigenem Namen Canto bei Jazz Family gefolgt von Canto II – Cançon (2021) bei Cristal Records (im Quartett mit Sylvain Gontard, Laurent Derache und Christophe Wallemme sowie Gast Sylvain Luc). Beide Alben enthalten eigene Kompositionen. Weiterhin begleitete er David Linx, Laïka Fatien, Sheila Jordan, Youn Sun Nah sowie Sara Lazarus und hat mit Musikern wie Paolo Fresu, Flavio Boltro, Nicolas Folmer, Éric Le Lann, Robert Glasper, Giovanni Mirabassi, Antonio Faraò, Pierre de Bethmann, Bernard Maury, Jeff Gardner, Alain Jean-Marie, Pierre-Alain Goualch, Benjamin Moussay, Mark Turner, Rosario Giuliani, Pierrick Pédron, François Théberge, Stéphane Guillaume, Riccardo Del Fra, Dominique di Piazza, Frédéric Monino, Daniel Yvinec, Michel Benita, Nelson Veras, Louis Winsberg, Jean-Marie Ecay, Manu Codjia, Glenn Ferris, Olivier Ker Ourio und Magic Malik gearbeitet.